# Juárez y Reforma
Juárez y Reforma är en ort i Mexiko.   Den ligger i kommunen Guadalupe och delstaten Chihuahua, i den norra delen av landet, 1 500 km nordväst om huvudstaden Mexico City. Juárez y Reforma ligger 1 099 meter över havet och antalet invånare är 788.
Terrängen runt Juárez y Reforma är platt.  Trakten runt Juárez y Reforma är nära nog obefolkad, med mindre än två invånare per kvadratkilometer. Närmaste större samhälle är Praxédis Guerrero, 16,7 km sydost om Juárez y Reforma. Omgivningarna runt Juárez y Reforma är i huvudsak ett öppet busklandskap.